# Allerums socken
Allerums socken i Skåne ingick i Luggude härad, ingår sedan 1971 i Helsingborgs kommun och motsvarar från 2016 Allerums distrikt.
Socknens areal är 51,85 kvadratkilometer varav 51,52 land. År 2000 fanns här 5 732 invånare. Kulla Gunnarstorps slott, tätorten Domsten, en del av tätorterna Ödåkra och Hittarp samt tätorten Allerum med  sockenkyrkan Allerums kyrka ligger i socknen.

## Administrativ historik
Socknen har medeltida ursprung.
Vid kommunreformen 1862 övergick socknens ansvar för de kyrkliga frågorna till Allerums församling och för de borgerliga frågorna bildades Allerums landskommun. Landskommunen uppgick 1952 Ödåkra landskommun som uppgick 1971 i Helsingborgs kommun.
1 januari 2016 inrättades distriktet Allerum, med samma omfattning som församlingen hade 1999/2000.  
Socknen har tillhört län, fögderier, tingslag och domsagor enligt vad som beskrivs i artikeln Luggude härad. De indelta soldaterna tillhörde Norra skånska infanteriregementet, Luggude kompani och Skånska husarregementet, Fleninge skvadron, Majorna kompani.

## Geografi
Allerums socken ligger norr om Helsingborg vid Öresund. Socknen är en odlad slättbygd.
Socknen gränsar i norr mot Viken och Jonstorp, i öster mot Kattarp och Fleninge, i söder mot Kropp och Helsingborgs socken. I väster gränsar socknen mot Öresund.

### Byar
- Allerum

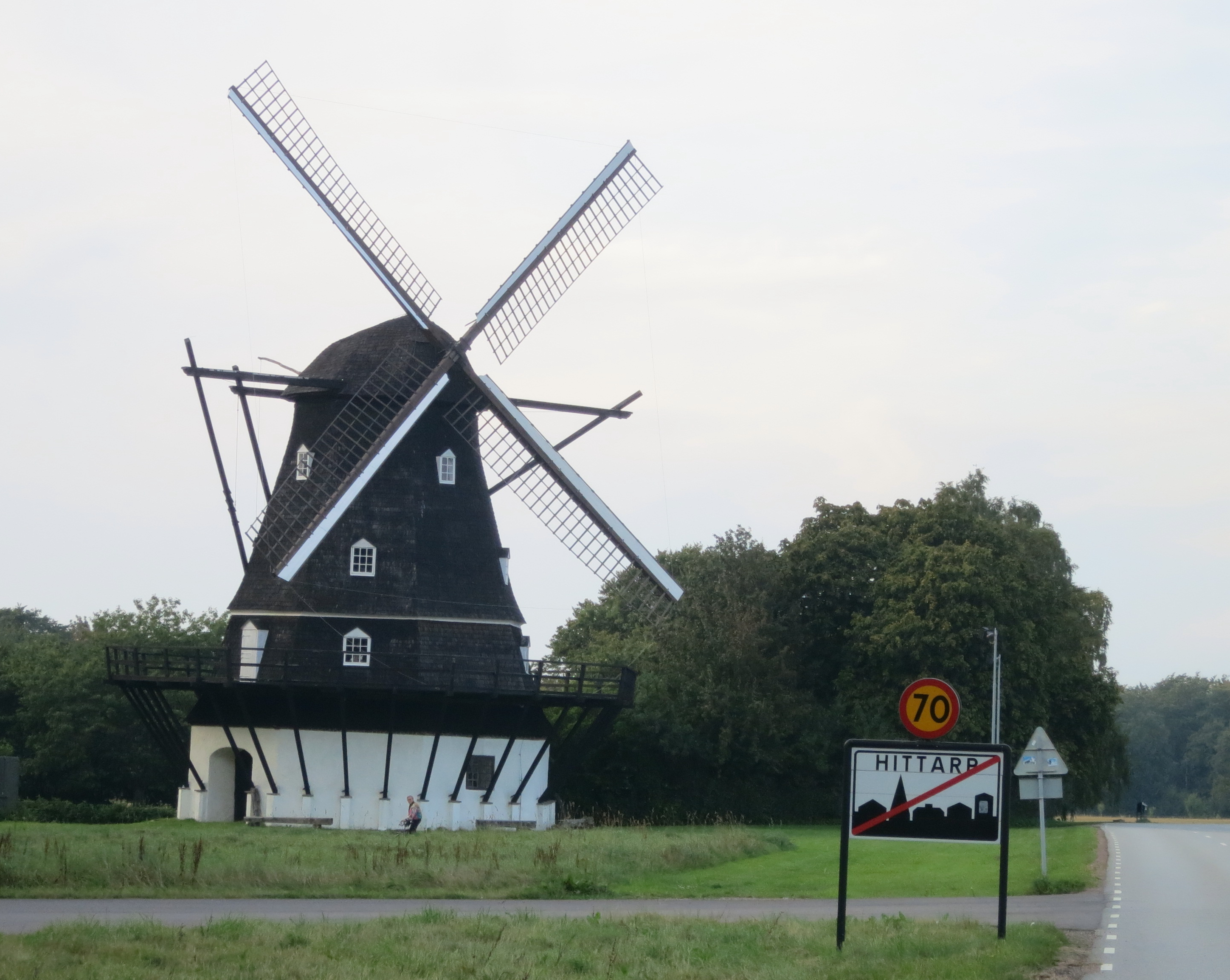
Kulla-Gunnarstorps mölla

- Bröda är beläget strax väster om Allerum och norr om Allerums kyrka. Under 1500-talet ingick byn i Hjälmshults gods sjätting.[6] Enligt Decimantboken 1651 bestod byn vid den tiden av en halvgård och ett bol.[7] Här fanns senare ett militieboställe. Under 1800-talet ingick byn i det så kallade Allerums markelag, tillsammans med Nällåkra och Ry, när detta laga skiftades 1827.[8]
- Djuramåsa är beläget 10 kilometer norr om Helsingborg. Under den danska tiden (före 1658) benämndes byn Dyremose, och den är numera ofta också benämnd "Djuramossa". Enligt Decimantboken 1651 bestod byn vid den tiden av 11 helgårdar och var då en av största byarna i Allerums socken.[7] I mitten av 1800-talet låg byn under Kulla Gunnarstorps slott och omfattades 1841 i godsets genomförande av laga skiftet tillsammans med Mjöhult.[8] Under andra världskriget uppfördes fyra kustartilleribatterier (Batteri Helsingborg) i trakten kring byn som en del av Skånelinjen för att bevaka Öresunds inlopp. Kring dessa batterier etablerades 1997 Beredskapsmuseet.
- Dompäng, förr även benämnd Dampeng, är belägen något norr om Hjälmshults kungsgård. Under 1500-talet ingick byn i Raus län med Hjälmshults gods sjätting.[6] Enligt Decimantboken 1651 bestod byn vid den tiden av endast en halvgård.[7]
- Duvebolet, förr även benämnt Duebolet, är belägen strax söder om Hjälmshult vid korsningen mellan Jonstorpsvägen och Brödavägen. Under 1500-talet ingick byn i Hjälmshults gods sjätting.[6] Enligt Decimantboken 1651 bestod byn vid den tiden av endast en halvgård.[7] Dess bebyggelse ingår idag i Allerum-Hjälmshults tätort.
- Döshult är beläget ungefär 2 km nordost om Domsten. Efterledet "-hult" vittnar om att byn bildades under medeltiden. Under 1500-talet ingick byn i Hjälmshults gods sjätting och enligt Decimantboken 1651 bestod byn av två helgårdar och två halvgårdar.[6][7] Den genomgick laga skifte 1827.[9]
- Gnetaröd
- Gummarp är en nu försvunnen by som var belägen norr om Laröd. Efterledet "-arp" tyder på att byn bildades under medeltiden. Under 1500-talet ingick byn i Hjälmshults gods sjätting och enligt Decimantboken 1651 bestod byn av åtta helgårdar, vilket gjorde byn till en av de större i socknen.[6][7] Byn låg senare under Kulla Gunnarstorps slott men avhystes under 1700- eller 1800-talet, dock som senast i samband med laga skiftet 1827.[10]
- Klappe, by delad mellan Farhults, Jonstorps, Väsby, Höganäs och Allerums socknar. Delen i Allerums socken kallades oftast för Östra Klappe. Här fanns ett militieboställe. Under 1500-talet ingick byn i Kullen och Stubbarps sjätting sjätting och enligt Decimantboken 1651 bestod byn av endast en helgård.[6][7]
- Kungshult ligger cirka en kilometer öster om Laröd och cirka 3 km norr om Helsingborg. Efterledet "-hult" vittnar om att byn bildades under medeltiden. Under 1500-talet ingick byn i Kattarps sjätting och enligt Decimantboken 1651 bestod byn av fyra helgårdar.[6][7] Strax väster om byn byggdes 1910 ett sanatorium, numera Kungshults sjukhem. I och med utbyggnaden av Mariastaden, med början 1995, har Helsingborgs tätort vuxit upp till Kungshult som närmast införlivats i staden.
- Laröd
- Ljungen är beläget cirka 1 km nordost om Allerums kyrka.
- Mjöhult är beläget cirka 1 km nordväst om Hjälmshult. Liksom de övriga byarna med efterledet "-hult" bildades denna troligen på medeltiden. Enligt Decimantboken 1651 bestod byn vid den tiden av fyra helgårdar.[7] I mitten av 1800-talet låg byn under Kulla Gunnarstorps slott och omfattades 1841 i godsets genomförande av laga skiftet tillsammans med Djuramåsa.[8]
- Myrarp ligger strax norr om Hjälmshult. Efterledet "-arp" tyder på att byn bildades under medeltiden. Under 1500-talet ingick byn i Kattarps sjätting och enligt Decimantboken 1651 bestod byn av endast en helgård.[6][7]
- Måsagården, förr även benämnd Mossegården. Under 1500-talet ingick byn i Kattarps sjätting och enligt Decimantboken 1651 bestod byn av en helgård.[6][7]
- Ry, förr även benämnt Rya, låg strax norr om Allerums kyrka och är numera en del av Allerums tätort. Ortnamnet "Ry", med betydelsen röjning (i skog), är besläktat med efterleden "-röd" och "-ryd" och har sitt ursprung i medeltiden. Enligt Decimantboken 1651 bestod byn vid den tiden av två helgårdar.[7]
- Skogshult
- Slusås, även Slussås, ligger en knapp kilometer öster om Domsten. Under 1500-talet ingick byn i Kullen och Stubbarps sjätting och enligt Decimantboken 1651 bestod byn av två helgårdar.[6][7]
- Spärlinge, även Sperlinge, låg mellan Laröd och Hittarp och är numera en del av Hittarps tätort. Efterledet -"inge" tillhör en grupp av ortnamnsefterled som uppkom under perioden 0 till 800 e.Kr.. Vid byn ligger två bronsåldershögar, Lilla och Stora Sperlingehögen. Ortnamnet lever kvar i Sperlingegården som förekommer på den äldsta kartan över Laröd från 1742, då kallat Sperlingehuset. Där beskrivs det som "onumrerat krono ryttarhus till rusthållet no 1 i Laröd". Gården drivs numera av Hittarps ridklubb.
- Tornhult är beläget cirka 1 km öster om Hjälmshult. Efterledet "-hult" vittnar om att byn bildades under medeltiden. Under 1500-talet ingick byn i Kattarps sjätting och enligt Decimantboken 1651 bestod byn av två helgårdar och en halvgård.[6][7]

### Gårdar
- Duvestubbe
- Hjälmshult, var kungsgård och militieboställe.
- Christinelund herrgård.
- Kulla Gunnarstorp, gammalt herresäte.
- Nellåkra
- Nygård
- Pilshult, herrgård.
- Torshult

### Fiskelägen

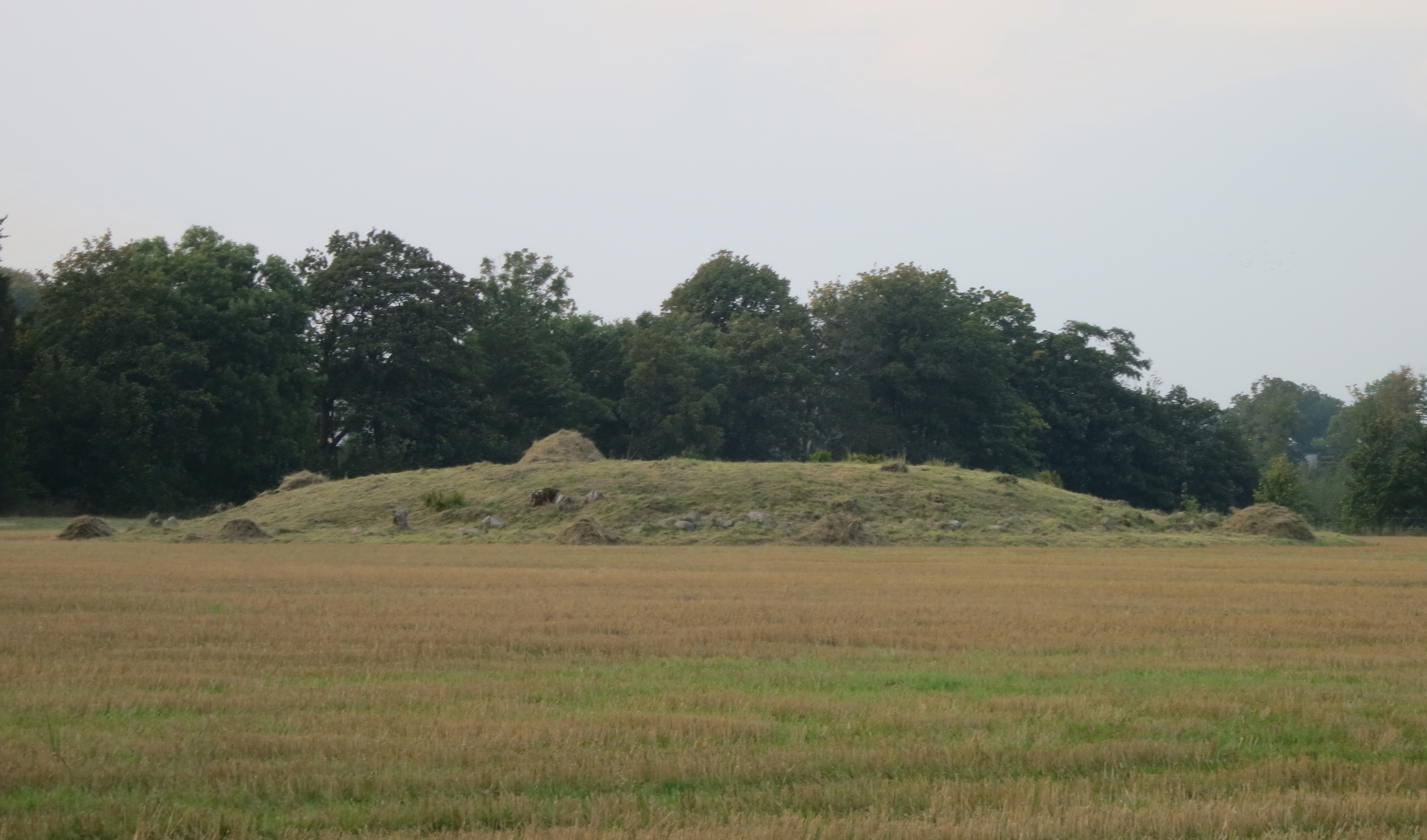
Gravhögen Allerum 15:1

- Domsten
- Gråläge
- Hittarp

## Fornlämningar
Cirka 45 boplatser från stenåldern är funna. Från bronsåldern finns gravhögar och stenar med sliprännor.

## Befolkningsutveckling
| Befolkningsutvecklingen i Allerums socken 1571-1910 | Befolkningsutvecklingen i Allerums socken 1571-1910 | Befolkningsutvecklingen i Allerums socken 1571-1910 | Befolkningsutvecklingen i Allerums socken 1571-1910 | Befolkningsutvecklingen i Allerums socken 1571-1910 |
| --------------------------------------------------- | --------------------------------------------------- | --------------------------------------------------- | --------------------------------------------------- | --------------------------------------------------- |
|                                                     |                                                     |                                                     |                                                     |                                                     |
| År                                                  |                                                     |                                                     | Invånare                                            |                                                     |
| 15711                                               | 15711                                               |                                                     | 753                                                 | 753                                                 |
| 16201                                               | 16201                                               |                                                     | 601                                                 | 601                                                 |
| 16991                                               | 16991                                               |                                                     | 799                                                 | 799                                                 |
| 17181                                               | 17181                                               |                                                     | 902                                                 | 902                                                 |
|                                                     |                                                     |                                                     |                                                     |                                                     |
| 1810                                                | 1810                                                |                                                     | 1 542                                               | 1 542                                               |
| 1820                                                | 1820                                                |                                                     | 1 642                                               | 1 642                                               |
| 1830                                                | 1830                                                |                                                     | 1 871                                               | 1 871                                               |
| 1840                                                | 1840                                                |                                                     | 1 996                                               | 1 996                                               |
| 1850                                                | 1850                                                |                                                     | 2 263                                               | 2 263                                               |
| 1860                                                | 1860                                                |                                                     | 2 483                                               | 2 483                                               |
| 1870                                                | 1870                                                |                                                     | 2 860                                               | 2 860                                               |
| 1880                                                | 1880                                                |                                                     | 2 945                                               | 2 945                                               |
| 1890                                                | 1890                                                |                                                     | 2 696                                               | 2 696                                               |
| 1900                                                | 1900                                                |                                                     | 2 507                                               | 2 507                                               |
| 1910                                                | 1910                                                |                                                     | 2 483                                               | 2 483                                               |
| 1920                                                | 1920                                                |                                                     | 2 318                                               | 2 318                                               |
| 1930                                                | 1930                                                |                                                     | 2 438                                               | 2 438                                               |
| 1940                                                | 1940                                                |                                                     | 2 463                                               | 2 463                                               |
| 1950                                                | 1950                                                |                                                     | 2 398                                               | 2 398                                               |
| 1960                                                | 1960                                                |                                                     | 2 672                                               | 2 672                                               |
| 1970                                                | 1970                                                |                                                     | 3 418                                               | 3 418                                               |
| 1980                                                | 1980                                                |                                                     | 3 614                                               | 3 614                                               |
| 1990                                                | 1990                                                |                                                     | 4 534                                               | 4 534                                               |
|                                                     |                                                     |                                                     |                                                     |                                                     |
| 1 Beräknad folkmängd                                |                                                     |                                                     |                                                     |                                                     |

## Namnet
Namnet skrevs 1390 Aalrum och kommer från kyrkbyn. Efterleden är rum, 'öppen plats'. Förleden innehåller mansnamnet Alli..